# Francisca Valenzuela
Francisca Valenzuela Méndez (nascida em 17 de março de 1987) é uma cantora, escritora, instrumentista e compositora chilena de pop/rock. Filha de pais chilenos, nasceu e viveu em San Francisco (Estados Unidos) durante 12 anos, até que se radicou no Chile. É considerada uma das revelações da música chilena do ano de 2006. Lançou seu primeiro álbum lançado em 2007, chamado Muérdete la lengua, onde se encontra a canção "Dulce", um de seus maiores sucessos. Seu segundo álbum, Buen soldado, foi lançado simultaneamente no Chile, México e Estados Unidos em março de 2011. É conhecida como "La Princesa del Rock Chileno". Em 2014 Francisca passa a flertar com o eletrônico lançando o album Tajo Abierto. O disco com vários hits destaca-se pela música Prenderemos Fuego al Cielo. 

## Discografia
- 2007: Muérdete La Lengua [2]
- 2009: Buen Soldado
- 2014: Tajo Abierto
- 2020: La Fortaleza